# 王妃マリアナ・デ・アウストリア (ベラスケスの絵画)

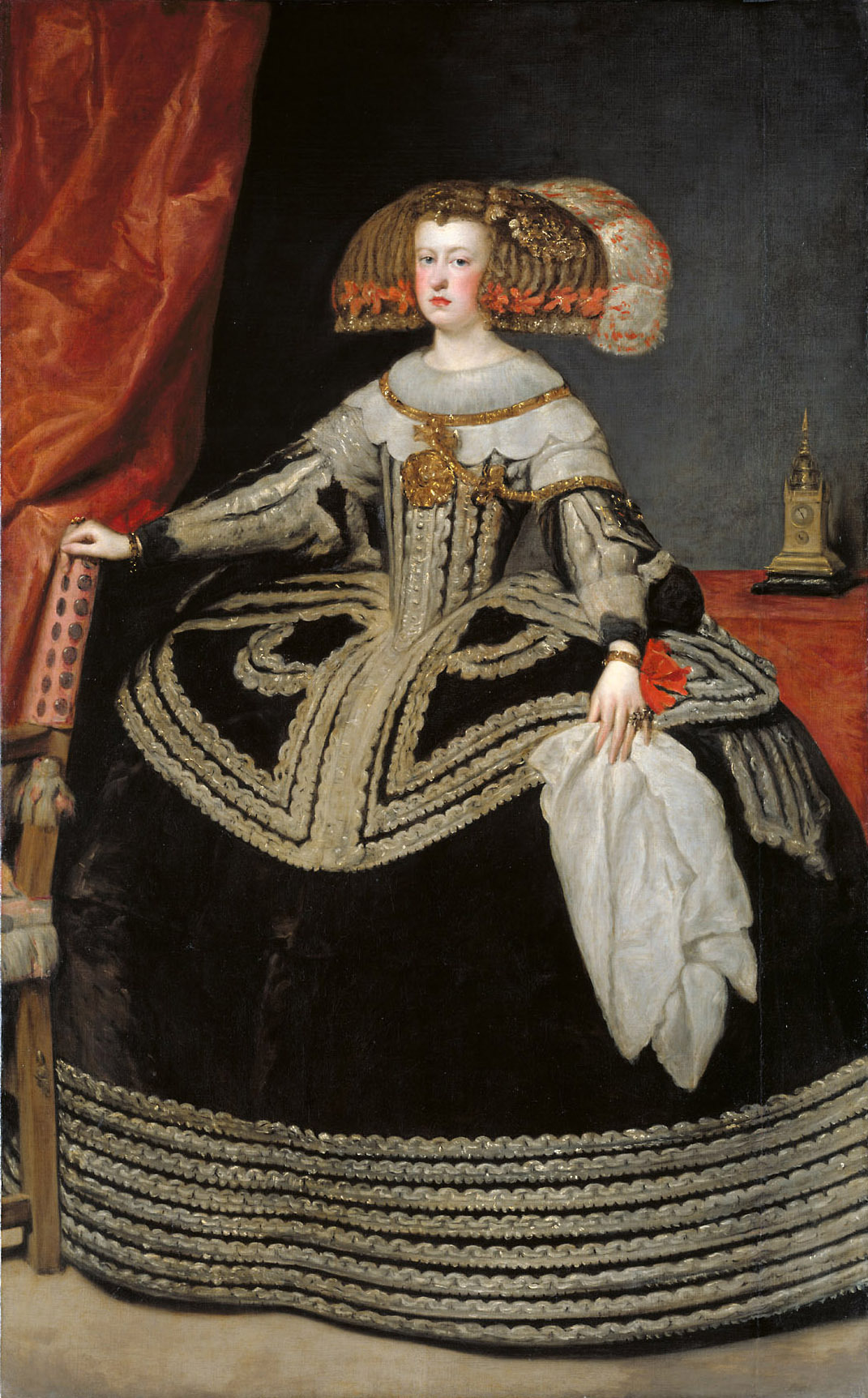
ディエゴ・ベラスケスと工房『王妃マリアナ・デ・アウストリア』209 x 125 cm、ルーヴル美術館 (パリ)

『王妃マリアナ・デ・アウストリア』（おうひマリアナ・デ・アウストリア、西: La reina Mariana de Austria、英: Portrait of Mariana of Austria）は、バロック期のスペインの巨匠ディエゴ・ベラスケスによる1652-1653年のキャンバス上の油彩画で、スペイン国王フェリペ4世の2番目の王妃マリアナ・デ・アウストリアの肖像画である。マリアナはウィーンの神聖ローマ皇帝フェルディナント3世の娘であり、本作は娘の青春期を残したいと希望する父の依頼で制作されたものである。作品は現在、マドリードのプラド美術館に所蔵されている。また、パリのルーヴル美術館には、1941年にフランスとスペインとの間の作品交換で入った、本作とほぼ同サイズの複製が収蔵されているが、ルーヴル美術館ではベラスケスと工房の作品であるとしている。さらにもう1点の複製が1653年にウィーンに送られているが、それ以前の制作である。

## 背景
16世紀にハプスブルク家がオーストリア (神聖ローマ帝国) とスペインの系統に分かれた後、両ハプスブルク家の間では非常に緊密な王家のつながりができ、婚姻という手段によってさらに強化するよう努められた。マリアナ・デ・アウストリアは1634年にウィーンで、父である神聖ローマ皇帝フェルディナント3世と、母であるスペイン国王フェリペ4世の妹マリア・アンナ・フォン・シュパーニエン (西: マリア・デ・アウストリア) の間に生まれた。彼女は本来、従弟に当たるスペイン皇太子バルタサール・カルロス (フェリペ4世の嫡子) の婚約者であったが、バルタサール・カルロスが早逝したため、最初の王妃イサベル・デ・ボルボンを喪っていたフェリペ4世と1649年に14歳で結婚した。叔父と姪の間の血族結婚であった。

## 作品
本作は、肖像画により女性の縁組の材料としたハプスブルク家の公式肖像画である。背景にある巨大なカーテンや、マリアナが右手を置く教会調の大椅子、左手に持ったハンカチ、賢明の寓意である時計、華美な鬘と衣装や、妊娠隠しのための膨らんだ輪骨スカート (グァルダインファンデ) も公式肖像画としての道具立てである。1650年代のベラスケスによる王家の肖像画は概して儀式ばった因習的なものが多いが、本作のマリアナの姿も堅苦しく、借りものの人形のようである。しかし、14歳の若さでウィーンからマドリードに無理やり送られ、政略結婚の犠牲となった彼女の鬱屈した感情は包み隠されてはいない。技法的には、むらのあるように描かれた色彩ゾーンの上に細やかなタッチで色を乗せていくことにより、布地の質感やモデルの表情が的確に表現されており、画家の熟達ぶりが目立つ異様な筆力で描かれている。